# Saint-Ouen-de-Sécherouvre
Saint-Ouen-de-Sécherouvre ist eine französische Gemeinde mit 159 Einwohnern (Stand: 1. Januar 2022) im Département Orne in der Region Normandie. Sie gehört zum Arrondissement Mortagne-au-Perche und zum Kanton Mortagne-au-Perche.

## Lage
Die Gemeinde Saint-Ouen-de-Sécherouvre liegt im Hügellend der Perche, elf Kilometer nordnordwestlich von Mortagne-au-Perche. Nachbargemeinden von Saint-Ouen-de-Sécherouvre sind Saint-Martin-des-Pézerits im Norden, Soligny-la-Trappe im Nordosten, Sainte-Céronne-lès-Mortagne im Südosten, Bazoches-sur-Hoëne im Süden, Saint-Germain-de-Martigny im Südwesten sowie Saint-Aubin-de-Courteraie im Nordwesten.

## Bevölkerungsentwicklung
| Jahr                       | 1962 | 1968 | 1975 | 1982 | 1990 | 1999 | 2006 | 2012 | 2021 |
| -------------------------- | ---- | ---- | ---- | ---- | ---- | ---- | ---- | ---- | ---- |
| Einwohner                  | 245  | 240  | 244  | 195  | 206  | 179  | 190  | 181  | 166  |
| Quellen: Cassini und INSEE |      |      |      |      |      |      |      |      |      |

## Sehenswürdigkeiten
- Kirche Saint-Ouen
- Moulin de la Pleugère, Wassermühle

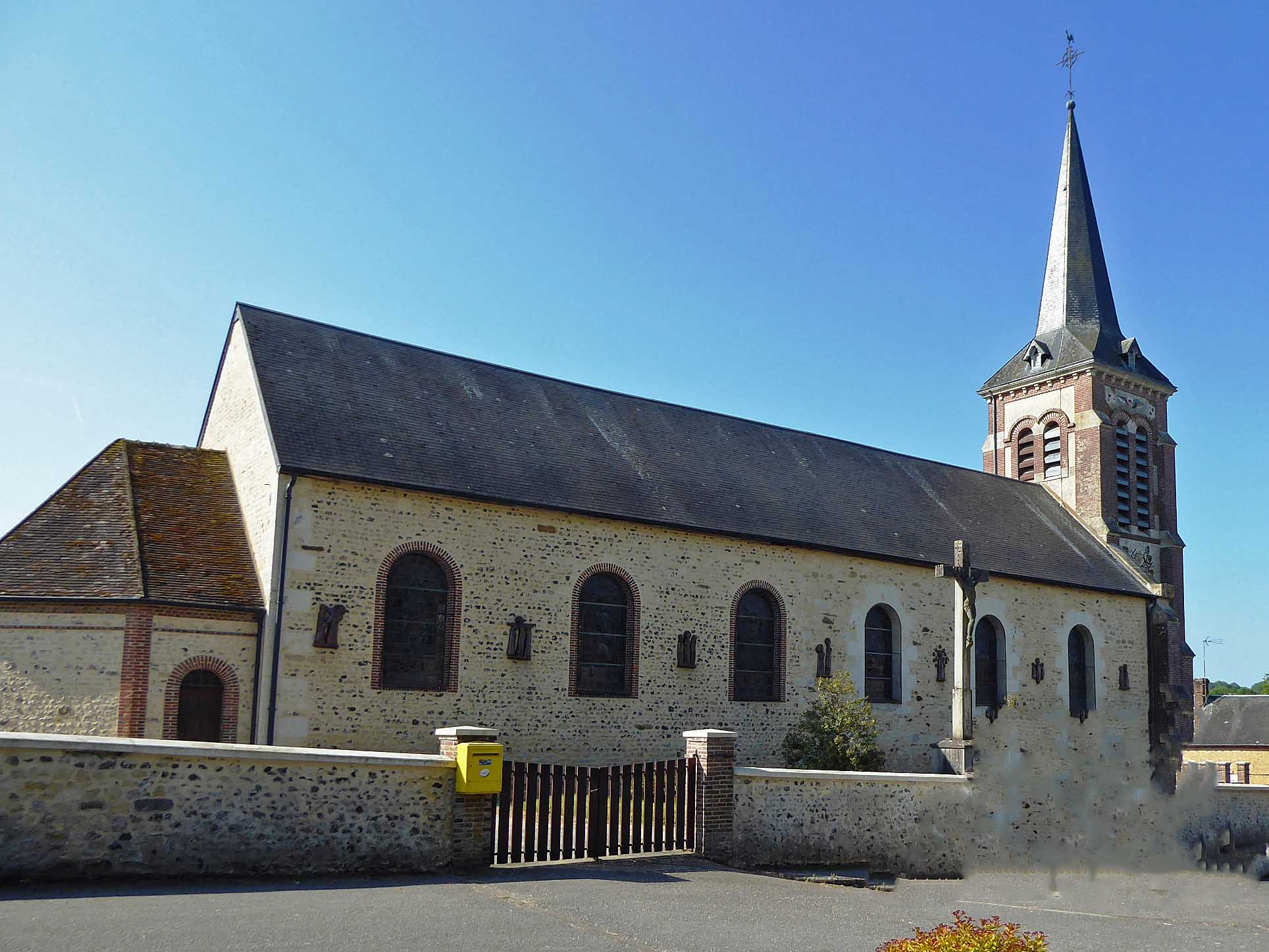
Kirche Saint-Ouen
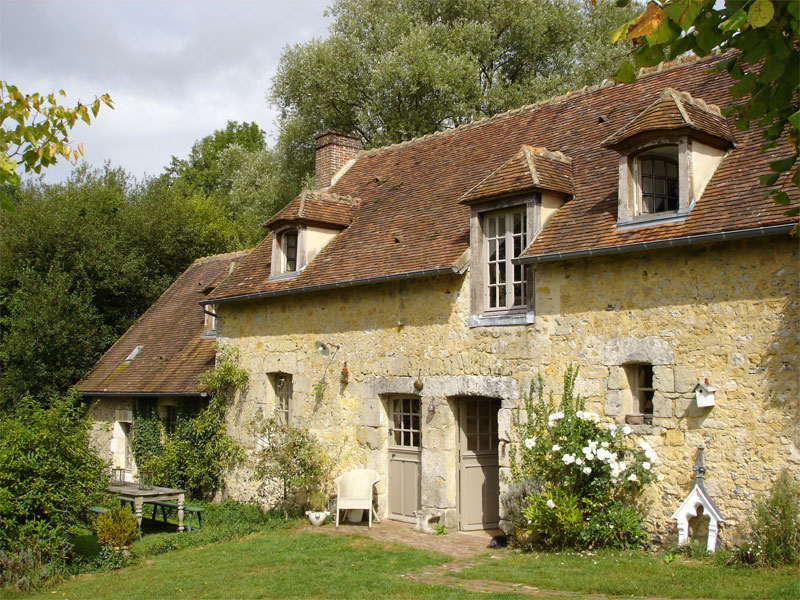
Moulin de la Pleugère